# Быстродействующий выключатель

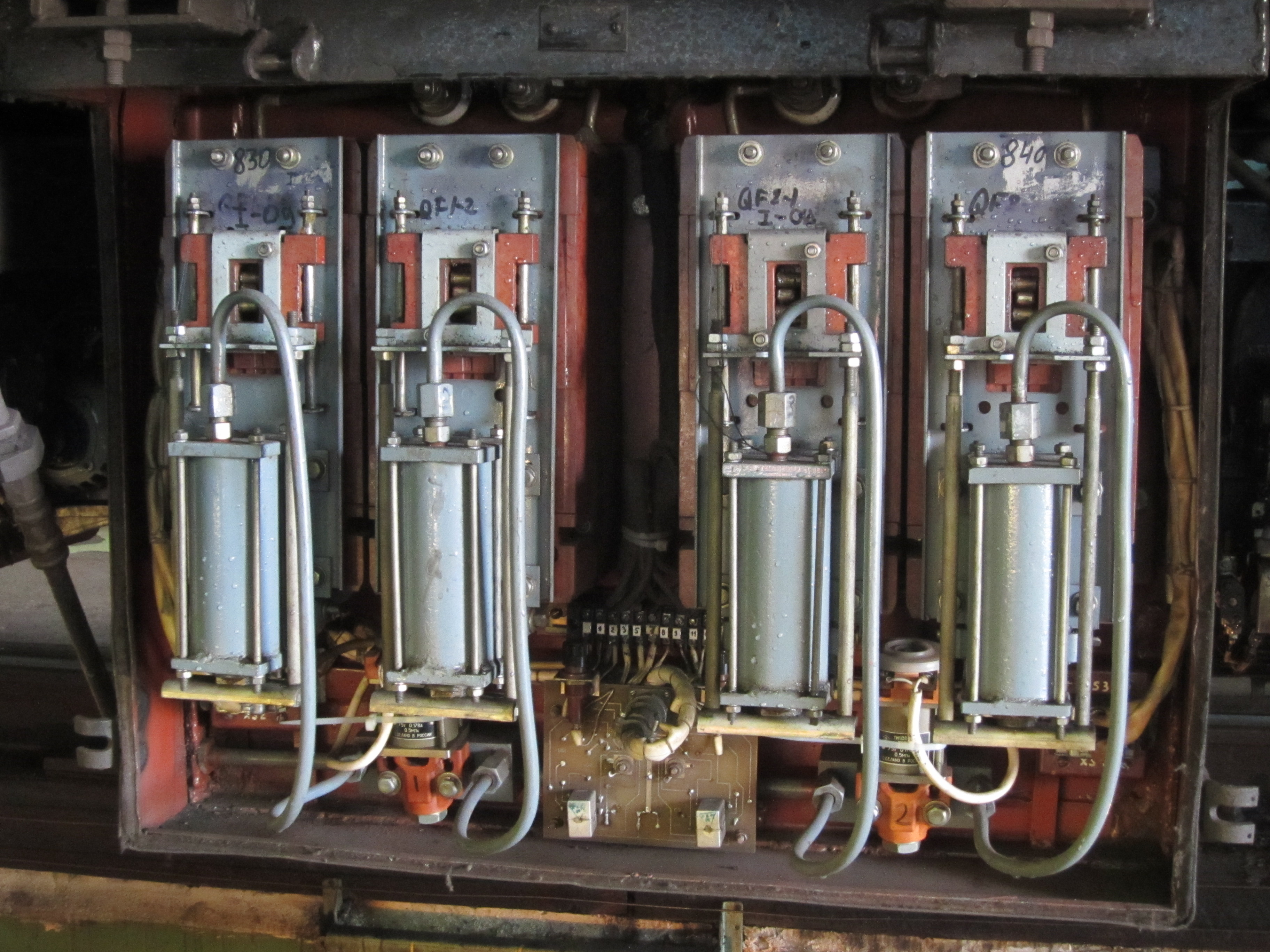
Быстродействующий выключатель ЯВ-1001. Вагон метро 81-717

Быстродействующий выключатель (БВ) — коммутационный аппарат, применяющийся в системах тягового электроснабжения, на электроподвижном составе и в электрооборудовании гальванических линий для защиты электрических цепей постоянного тока при коротких замыканиях и перегрузках, а также для оперативных отключений. БВ характеризуется отключающей способностью, выражающейся наибольшим значением тока короткого замыкания, который они надёжно отключают при наиболее неблагоприятных условиях. Определение «быстродействующий» в советско-российской официальной технической терминологии предполагает, что время срабатывания выключателя будет не более 0,08 (восемь сотых) секунды.

## Классификация быстродействующих выключателей
Для быстродействующих выключателей приняты следующие классификации:
По назначению
- линейные (фидерные);
- катодные;

По направленности действия
- поляризованные — срабатывают автоматически не только от силы тока, но и от его направления;
- неполяризованные — срабатывают только в зависимости от силы тока;

По способу достижения быстродействия
- с пружинным отключением;
- с пружинно-магнитным отключением;
- с электромагнитным отключением;

## Типы быстродействующих выключателей
Выключатели БВП-3, БВП-5 (быстродействующий выключатель поляризованный), стоящие на советских грузовых электровозах (ВЛ8, ВЛ23, ВЛ10, ВЛ11 и др.) — БВ в классическом понимании, так как во включенном состоянии удерживаются только электромагнитными силами без участия механических деталей, что многократно ускоряет их отключение. Якорь БВ (подвижный контакт) приводится во включенное положение пневматическим цилиндром и удерживается низковольтной (50 вольт) удерживающей катушкой. На одном сердечнике с ней намотан размагничивающий виток, по которому протекает ток тяговых двигателей электровоза. Направления протекания тока в катушке и витке — противоположные, поэтому при повышении тягового тока сверх допустимого магнитный поток удерживающей катушки взаимоуничтожается потоком размагничивающего витка и якорь БВ отпадает.
Так как выключатель срабатывает лишь при одном направлении протекания силового тока, он называется поляризованным и не в состоянии сработать при коротком замыкании в режиме электроторможения, когда ток протекает в обратном направлении — из электровоза в контактную сеть. Поэтому для режима рекуперативного торможения в схему электровоза введены быстродействующие контакторы (БК), при коротком замыкании в режиме рекуперации разрывающие цепь возбуждения двигателей. В результате ток опрокидывается в моторный — и в этот момент отключается БВ.
ЯВ-1001 (ящик выключателей), стоящий на электровагонах метро типа 81-717/714 («номерных»), не является БВ в классическом понимании, но называется так по традиции. Он состоит из четырёх общепромышленных трёхфазных автоматов А3722П (660 В, 250 А), фазы которых соединены последовательно для надёжной работы при напряжении КС метрополитена (825 вольт), между собой автоматы в каждой паре также соединены последовательно. Первая пара автоматов включена в цепь тяговых двигателей №№1 и 3, вторая пара — в цепь ТЭД №№2 и 4. Включаются автоматы при помощи электромагнитных (на поздних сериях — пневматических) приводов, отключаются при подаче напряжения на катушки независимых расцепителей либо в аварийной ситуации под действием тока короткого замыкания.
Электромагнитный привод состоит из транзисторного инвертора, преобразующего постоянное напряжение цепей управления (75 вольт) в переменное частотой 400 Гц, вольтодобавочного трансформатора, повышающего напряжение, накопительного конденсатора и включающих электромагнитов. При нажатии на кнопку включения БВ инвертор начинает заряжать конденсатор, по достижении нужного напряжения конденсатор подключается к электромагниту и электромагнит включает автомат.
Чешские быстродействующие выключатели 4HC (электровозы ЧС1, ЧС3), 12HC (ЧС2, ЧС7) — также не истинные БВ, а автоматические выключатели защёлкивающего типа, включение их производится электромагнитным (4HC) или пневматическим (более мощный 12HC) приводом, отключение происходит либо при протекании по силовой отключающей катушке такого тока, который вызывает втягивание якоря, выбивающего защёлку из зацепления с храповиком, либо при обесточивании удерживающей катушки.